# Universitat de Palència (històrica)
El studium generale de Palència, conegut col·loquialment com a Universitat de Palència fou el primer Estudi General fundat a l'Espanya cristiana i un dels primers de tot Europa. En ell s'ensenyaven Teologia i Art (Trivium i Quadrivium).

## Història
Durant el segle xiii, la Corona de Castella, de la mateixa manera que s'estava fent a altres regnes d'Europa, va afavorir la creació d'institucions d'ensenyança participant activament al seu desenvolupament. El sorgiment de les universitats a Castella fou impulsat per iniciativa dels monarques, aprofitant l'existència d'escoles episcopals.
El primer Estudi General fundat a l'Espanya cristiana fou el de Palència, aparegut l'any 1208 gràcies a l'impuls del bisbe Tello Téllez de Meneses i el monarca Alfons VIII de Castella, transformant en Estudi General una escola episcopal ja existent. A aquesta escola, anteriorment a la fundació universitària, ja hi va estudiar Sant Domingo de Guzmán l'any 1184, i s'han conservat diverses lliçons impartides a Palència pel mestre Ugolino de Sesso cap al 1196.
Alfons VIII de Castella afavorí enormement la universitat palentina dotant-la d'importants recursos econòmics i contribuint a elevar el nivell de l'ensenyança impartida a les seves aules amb mestres estrangers, sobretot de França i Itàlia.
Després de la mort d'Alfons VIII l'any 1214, l'Estudi General de Palència va entrar en una greu crisi, agreujada amb el pas dels anys. Malgrat els esforços del monarca Ferran III de Castella per revitalitzar la universitat i la protecció del Papa Honori III, aquesta crisi no es va poder evitar. L'any 1263, quan el studium generale de Palència estava proper a la seva desaparició, el Papa Urbà IV va protagonitzar un últim esforç per mantenir-lo viu concedint-li els mateixos privilegis que tenia la Universitat de París, això no obstant, la universitat palentina no tardaria massa anys a desaparèixer.